# Евангелие от Афрания
«Евангелие от Афрания» — роман Кирилла Еськова, написанный в жанре, совмещающем криптоисторию и детектив.
Роман описывает события, связанные с деятельностью Иисуса Христа и его распятием. Является своеобразным «ответом» автора на книгу проповедника Джоша Макдауэлла «Доказательства воскресения», пытающуюся доказать действительность чудесного воскресения Христа с рациональных позиций. Название романа связано с тем, что вторая часть написана от имени Афрания — начальника тайной стражи, описанного Булгаковым в «Мастере и Маргарите».

## Структура
Роман состоит из двух частей. В первой последовательно разбираются основные моменты евангельской истории, даётся их оценка и акцентируется внимание на некоторых особенностях описываемых событий, которые обычно упускают из виду. Автор ставит цель построить такую версию библейских событий, которая была бы полностью внутренне непротиворечива, не требовала предположений о лжи авторов канонических евангелий и Христа, но при этом объясняла бы весь комплекс связанных с распятием Христа событий с чисто материалистических позиций. Вторая часть — это, собственно, роман, в художественной форме излагающий построенную автором версию.
Автор строит свои рассуждения на основе логики и здравого смысла, опираясь на Евангелия и ряд религиозных и религиозно-нейтральных исторических источников. Чтобы не вступать в спор по околобогословским вопросам и избежать споров о правдивости евангелистов и историчности евангельских персонажей, он строит свою версию, приняв за основу ряд базовых принципов:
- Четыре канонических Евангелия априори признаются историческими источниками. В качестве базовой работы, объединяющей сведения, сообщённые в Евангелиях, используется «Жизнь Иисуса» Фаррара, написанная с ортодоксальных христианских позиций.
- Авторство канонических Евангелий и история их написания полагается соответствующей классическому христианскому канону.
- Евангелисты полагаются честными и порядочными людьми, описавшими то, что видели и слышали сами. Предположения о недобросовестности того или иного евангелиста разрешается выдвигать только в том случае, если иным способом окажется невозможным построить логически непротиворечивую картину происходящего.
- С другой стороны, учитывается то, что любой честный человек может добросовестно заблуждаться, неверно оценивать происходящее или быть намеренно введён в заблуждение теми или иными силами, с той или иной целью. Кроме того, в некоторых случаях Евангелия пишут о событиях, свидетелями которых их авторы заведомо не могли быть (например, происходивших при дворе иудейского царя). Поскольку ничем, кроме пересказа слухов, такое сообщение быть не может, оно принимается как доказательство наличия слухов, но не как свидетельство о самом событии.

## Сюжет
Вторая часть книги представляет собой якобы найденный археологами где-то в пещере в запечатанном сосуде отчёт военного трибуна Афрания, начальника тайной стражи при прокураторе Иудеи. Отчёт адресован проконсулу Сирии Луцию Вителлию и представляет собой своеобразное «посмертное письмо», которое должно отправиться адресату, если автор внезапно умрёт или будет арестован; таким образом Афраний застраховался от возможных шагов прокуратора, для которого он является весьма опасным свидетелем:

…Получение Вами, проконсул, этого документа означает, что Игемон не внял предупреждению и я
уже мёртв — зарезан «еврейскими террористами», отравился несвежими устрицами
или казнён за шпионаж в пользу Парфии, Индии либо Атлантиды. Если же
прокуратор проявит благоразумие, то документ этот никогда не покинет тайника
в окрестностях Иерусалима…

В отчёте Афраний описывает операцию «Рыба», которая под его руководством и с устного разрешения прокуратора в глубочайшей тайне проводилась в течение нескольких лет имперской тайной стражей. Целью операции было создание на базе одной из религиозных общин, существовавших в описываемое время на оккупированных римлянами землях, сильной, влиятельной религии, провозглашающей смирение и отказ от вооружённой борьбы с римскими захватчиками. Распространение такой религии могло бы подорвать авторитет иудаизма, разрушить единство еврейских террористов — сикариев и религиозных фанатиков, на котором во многом держалась многолетняя партизанская война на еврейских территориях.
Во исполнение планов операции в религиозную общину, возглавляемую Иешуа, был внедрён оперативник тайной стражи — Иуда. В задачи Иуды входило обеспечение безопасности общины и лично Иешуа, а также наблюдение за тем, чтобы последний в своих проповедях не перешёл от миролюбия к призывам бороться с оккупантами. Иуда также поднимал авторитет общины, организуя различные «чудеса» и «исцеления» (за деньги нанимая для исполнения своих замыслов мошенников, например, «паралитиков», которые после встречи с Иешуа чудесным образом «выздоравливали»). Через Иуду, ставшего казначеем общины, римляне снабжали её деньгами, ненавязчиво опекали, при необходимости оказывали помощь, причём все эти действия производились так, чтобы члены общины, прежде всего сам Иешуа, не заподозрили, что их используют «втёмную». Помощь либо обставлялась как счастливое совпадение, либо оказывалась через третьих лиц, например, представителей еврейской местной власти, сочувствующих доктрине Иешуа. Так, арест и казнь Иоанна Крестителя были организованы римлянами, чтобы устранить наиболее сильного конкурента новой общины.
Операция развивалась успешно, но её окончательному успеху помешала жадность Иуды. Как совершенно случайно выяснил Афраний, часть исцелённых Иешуа вовсе не была нанятыми Иудой мошенниками — это были самые настоящие больные, которые действительно выздоровели, хотя в своих отчётах Иуда указал их в числе тех, кому были выплачены деньги за инсценировку. Вызванный для объяснений Иуда заявил, что все недостающие деньги вложены им в организацию некоего великого чуда, которое должно произойти в Иерусалиме буквально на днях. Иуда действительно организовал такое чудо — им стало воскрешение Лазаря, но, вместо того, чтобы нанять исполнителей и заплатить им, использовал сторонниц Иешуа, сестёр Вифанских, убедив их, что инсценировка поднимет авторитет Учителя. Когда ученики Иешуа поняли, что воскрешение было обманом, вовлечённые в аферу женщины потребовали от Иуды признания, которое было для него совершенно неприемлемо — он наверняка был бы изгнан из общины, после чего его ждал суд за растрату казённых денег.
Иуда нашёл единственный способ спасения — он обратился в Синедрион (разумеется, не в качестве римского агента, а представив себя учеником Иешуа, который внезапно осознал свои заблуждения), предложил свои услуги в организации устранения популярного религиозного лидера и, несколько позже, сопроводил группу захвата к месту ночлега общины, в Гефсиманский сад. Целью операции было убийство Иешуа под видом случайной смерти при взятии сопротивлявшихся сектантов. Римляне, в последний момент разгадавшие план Иуды, направили отряд спецназа в Гефсиманию и помешали убийству Иешуа, но не могли помешать его аресту, не раскрывая перед евреями своей заинтересованности в проповеднике.
Суд Синедриона, вместо того, чтобы приговорить Иешуа к смерти за богохульство, передал его прокуратору, как обвиняемого в претензиях на престол Иудеи. Еврейские иерархи рассчитывали, что прокуратор помилует проповедника, тем самым признав, что тот полезен Риму, и это сделает из Иешуа политический труп. Римляне же поступили наоборот: прокуратор приговорил Иешуа к смерти, но сделал это так, что в глазах народа виновником смерти Иешуа стал Синедрион. Римляне рассчитывали перед казнью подменить Иешуа на другого человека. После смерти подменённого на кресте предполагалось организовать «чудесное воскрешение» Иешуа, после которого авторитет его возрос бы до невероятной высоты. Однако Иешуа отказался от участия в инсценировке, предпочтя погибнуть на кресте.
Чтобы спасти операцию, римляне прибегли к отчаянным мерам: они организовали погребение Иешуа в гробнице, затем изъяли тело и срежиссировали воскрешение, подставив вместо Иешуа искусно загримированного имитатора. Иуда был устранён, поскольку оказался единственным, кто мог бы уличить их в подмене.

## Издания
- Евангелие от Афрания: священная история как предмет для детективного расследования : Анализ текста Нового Завета и авторская версия евангельских событий. — М. : Б. и., 1995. — 155 с.
- Евангелие от Афрания: священная история как предмет для детективного расследования; Наш ответ Фукуяме : "Конец истории?" — "Не дождетёсь!..". — М. : Изд-во НЦ ЭНАС, 2005. — 167 с. — (Точка зрения). ISBN 5-93196-574-2

## Награды
- Премия «Фанкон», 1997 год — Гран-при[1].
- Премия «Зиланткон», 2001 год —— Большой Зилант[2].